# Азербайджан на пісенному конкурсі Євробачення
Азербайджан бере участь у Пісенному конкурсі «Євробачення» з 2008 року. Спочатку країна планувала дебютувати у 2007 році, однак це рішення було відхилене через звинувачення у проурядовості телеканалу AzTV, який подав заявку на членство в Європейській Мовній Спілці. У 2011 році Азербайджан вперше здобув перемогу завдяки дуету Ell & Nikki з піснею «Running Scared».

## Історія участі
Перед дебютом Азербайджану телекомпанія AzTV висловила зацікавленість взяти участь у конкурсі 2007 року, але правила не дозволяли цього через відсутність членства у Європейській Мовній Спілці. AzTV було відмовлено в активному членстві ЄМС через звинувачення у проурядовості. 5 липня İTV став повноправним членом ЄМС, а 15 жовтня отримав дозвіл на участь у конкурсі.
Дебют Азербайджану на Євробаченні в 2008 році виявився успішним. Першим, хто представляв країну на конкурсі, став дует Ельнур та Самір з піснею «Day After Day», який зайняв 8-е місце зі 132 балами. 
У 2009 році Айсель та Араш посіли 3-є місце з піснею «Always» та покращили минулорічний результат країни.
У 2011 році Азербайджан вперше здобув перемогу, коли країну представляв дует Ell & Nikki з піснею «Running Scared».
Конкурс 2012 року проводився в столиці Азербайджану — Баку, де Сабіна Бабаєва зайняла 4-е місце з піснею «When the Music Dies» та отримала 150 балів. 
У 2013 році Фарид Мамедов посів 2-е місце з піснею «Hold Me» та отримав 234 бали. Однак у 2014 році країна вперше з моменту свого дебюту не потрапила до першої десятки, коли Діляра Казимова з піснею «Start a Fire» зайняла 22-е місце з 33 балами. 
З 2015 року країна використовує внутрішній відбір для вибору представника на Євробачення. У 2015 році Ельнур Гусейнов (представник Азербайджану на Євробаченні 2008) фінішував 12-им з піснею «Hour Of The Wolf». У 2016 та 2017 роках Сямра з піснею «Miracle» та Dihaj з піснею «Skeletons» посіли 17-е та 14-е місце у фіналі відповідно. 
У 2018 році країна вперше не потрапила до фіналу конкурсу, коли Айсель Мамедова з піснею «X My Heart» зайняла 11-е місце з 94 балами у першому півфіналі.
У 2019 році представником Азербайджану став Чингіз Мустафаєв, який зайняв 8-е місце з піснею «Truth» та отримав 302 бали у фіналі. На сьогодні це останній результат країни у Топ-10. 
28 лютого 2020 року Ефенді була внутрішньо обрана представляти Азербайджан з піснею «Cleopatra» у Роттердамі, однак через пандемію COVID-19 конкурс скасували. Натомість співачка залишилася представницею країни у 2021 році, де вона посіла 20-е місце з піснею «Mata Hari», отримавши 65 балів.
У 2022 році Надір Рустемлі з піснею «Fade to Black» за підсумками телеголосування другого півфіналу зайняв останнє, 18-е місце, а за результатами журі — 6-е місце. Співак фінішував 16-им у фіналі зі 106 балами. 
Протягом наступних двох років країні не вдавалося пройти до фіналу. У першому півфіналі конкурсу 2023 року гурт TuralTuranX з піснею «Tell Me More» посів 14-е місце з 4 балами. У 2024 році Fahree та Ількін Довлатов зайняли 14-е місце у першому півфіналі з піснею «Özünlə apar» та отримали 11 балів.

### Популярність конкурсу
З моменту дебюту Азербайджану в 2008 році, Пісенний конкурс «Євробачення» став надзвичайно популярним в країні.  Потрапивши у топ-10 під час свого дебюту в 2008 році, а також увійшовши в топ-5 з 2009 по 2013 рік, конкурс став предметом «національної гордості».  Починаючи з 2009 року, Євробачення незмінно залишається найпопулярнішим шоу на азербайджанському телебаченні, попри те, що через різницю в часі з центральноєвропейським часом конкурс транслюється опівночі за місцевим часом.  У 2011 році Азербайджан випустив поштову марку, присвячену виграшу Ell & Nikki.
У 2012 році країна витратила 300 мільйонів манатів (160 мільйонів євро) на проведення конкурсу, включаючи будівництво спортивно-концертного комплексу Baku Crystal Hall. Станом на 2024 рік це найбільша сума, яку коли-небудь витрачала будь-яка країна-господар на організацію конкурсу.

## Учасники Євробачення від Азербайджану
Умовні позначення
     Переможець
     Друге місце
     Третє місце
     Останнє місце
| Рік  | Місце проведення | Виконавець                | Мова                        | Пісня                 | Переклад            | Фінал                            | Фінал                            | Півфінал                         | Півфінал                         |
| Рік  | Місце проведення | Виконавець                | Мова                        | Пісня                 | Переклад            | Місце                            | Бали                             | Місце                            | Бали                             |
| ---- | ---------------- | ------------------------- | --------------------------- | --------------------- | ------------------- | -------------------------------- | -------------------------------- | -------------------------------- | -------------------------------- |
| 2008 | Белград          | Ельнур та Самір           | англійська                  | «Day After Day»       | День за днем        | 8-е                              | 132                              | 6-е                              | 96                               |
| 2009 | Москва           | Айсель та Араш            | англійська                  | «Always»              | Завжди              | 3-є                              | 207                              | 2-е                              | 180                              |
| 2010 | Осло             | Сафура                    | англійська                  | «Drip Drop»           | Кап-кап             | 5-е                              | 145                              | 2-е                              | 113                              |
| 2011 | Дюссельдорф      | Ell & Nikki               | англійська                  | «Running Scared»      | Біжи не оглядаючись | 1-е                              | 221                              | 2-е                              | 122                              |
| 2012 | Баку             | Сабіна Бабаєва            | англійська                  | «When The Music Dies» | Коли музика вмирає  | 4-е                              | 150                              | Країна-господар                  | Країна-господар                  |
| 2013 | Мальме           | Фарид Мамедов             | англійська                  | «Hold Me»             | Тримай мене         | 2-е                              | 234                              | 1-е                              | 139                              |
| 2014 | Копенгаген       | Діляра Казимова           | англійська                  | «Start a Fire»        | Запали вогонь       | 22-е                             | 33                               | 9-е                              | 57                               |
| 2015 | Відень           | Ельнур Гусейнов           | англійська                  | «Hour of the Wolf»    | Година вовка        | 12-е                             | 49                               | 10-е                             | 53                               |
| 2016 | Стокгольм        | Сямра                     | англійська                  | «Miracle»             | Диво                | 17-е                             | 117                              | 6-е                              | 185                              |
| 2017 | Київ             | Dihaj                     | англійська                  | «Skeletons»           | Скелети             | 14-е                             | 120                              | 8-е                              | 150                              |
| 2018 | Лісабон          | Айсель Мамедова           | англійська                  | «X My Heart»          | Присягаюся          | Не вдалося кваліфікуватися       | Не вдалося кваліфікуватися       | 11-е                             | 94                               |
| 2019 | Тель-Авів        | Чингіз                    | англійська                  | «Truth»               | Правда              | 8-е                              | 302                              | 5-е                              | 224                              |
| 2020 | Роттердам        | Ефенді                    | англійська                  | «Cleopatra»           | Клеопатра           | Конкурс скасовано через COVID-19 | Конкурс скасовано через COVID-19 | Конкурс скасовано через COVID-19 | Конкурс скасовано через COVID-19 |
| 2021 | Роттердам        | Ефенді                    | англійська                  | «Mata Hari»           | Мата Харі           | 20-е                             | 65                               | 8-е                              | 138                              |
| 2022 | Турин            | Надір Рустемлі            | англійська                  | «Fade to Black»       | Затемнення          | 16-е                             | 106                              | 10-е                             | 96                               |
| 2023 | Ліверпуль        | TuralTuranX               | англійська                  | «Tell Me More»        | Розкажи мені більше | Не вдалося кваліфікуватися       | Не вдалося кваліфікуватися       | 14-е                             | 4                                |
| 2024 | Мальме           | Fahree та Ількін Довлатов | англійська, азербайджанська | «Özünlə apar»         | Візьми мене з собою | Не вдалося кваліфікуватися       | Не вдалося кваліфікуватися       | 14-е                             | 11                               |
| 2025 | Базель           | Mamagama                  | англійська                  | «Run With U»          | Бігти з тобою       | Не вдалося кваліфікуватися       | Не вдалося кваліфікуватися       | 15-е                             | 7                                |

## Країна-господар
| Рік  | Місто | Місце             | Ведучі                                           | Фото |
| ---- | ----- | ----------------- | ------------------------------------------------ | ---- |
| 2012 | Баку  | Baku Crystal Hall | Ельдар Гасимов Лейла Алієва Наргіз Берк-Петерсен |      |

## Нагороди

### Премія Марселя Безансона
| Рік  | Категорія       | Пісня                 | Виконавець     | Місце | Бали | Місце проведення | Прим.  |
| ---- | --------------- | --------------------- | -------------- | ----- | ---- | ---------------- | ------ |
| 2012 | Приз преси      | «When the Music Dies» | Сабіна Бабаєва | 4-е   | 150  | Баку             | [ 17 ] |
| 2013 | Мистецький приз | «Hold Me»             | Фарид Мамедов  | 2-е   | 234  | Мальме           | [ 18 ] |

## Пов'язана участь

### Глави делегації
Кожен мовник, який бере участь у Пісенному конкурсі «Євробачення», призначає голову делегації як контактну особу ЄМС та голову своєї делегації на заході. До складу делегації, чиї розміри можуть сильно відрізнятися, входять керівник преси, виконавці, автори пісень, композитори, бек-вокалісти тощо.
| Рік             | Глава делегації   |
| --------------- | ----------------- |
| 2008–2011       | Аділь Керімлі     |
| 2012–2014, 2019 | Уснія Махарамова  |
| 2015–2016       | Тамілла Ширінова  |
| 2018, 2020      | Лейла Алієва      |
| 2021–2022       | Іса Меліков       |
| 2023–2024       | Васиф Мамедов     |
| 2025            | Нурлана Джафарова |

### Коментатори та речники
| Рік  | Коментатор                      | Речник(-ця)       | Прим.                |
| ---- | ------------------------------- | ----------------- | -------------------- |
| 2006 | Невідомо                        | Не брали участь   | [ 20 ]               |
| 2007 | Мурад Аріф та Лейла Алієва      | Не брали участь   | [ 21 ]               |
| 2008 | Уснія Махарамова та Іса Меліков | Лейла Алієва      |                      |
| 2009 | Лейла Алієва та Іса Меліков     | Уснія Махарамова  |                      |
| 2010 | Уснія Махарамова                | Тамілла Ширінова  |                      |
| 2011 | Лейла Алієва                    | Сафура Алізаде    | [ 22 ]               |
| 2012 | Конул Аріфгізі та Салех Багіров | Сафура Алізаде    |                      |
| 2013 | Конул Аріфгізі                  | Тамілла Ширінова  |                      |
| 2014 | Конул Аріфгізі                  | Сабіна Бабаєва    | [ 23 ]               |
| 2015 | Кямран Гулієв                   | Турал Асадов      | [ 24 ]               |
| 2016 | Азер Сулейманли                 | Турал Асадов      | [ 25 ]               |
| 2017 | Азер Сулейманли                 | Турал Асадов      | [ 26 ]               |
| 2018 | Азер Сулейманли                 | Турал Асадов      | [ 27 ]               |
| 2019 | Мурад Аріф                      | Фаїг Агаєв        | [ 21 ]               |
| 2021 | Мурад Аріф та Уснія Махарамова  | Ell & Nikki       |                      |
| 2022 | Мурад Аріф                      | Не було           | [ 28 ] [ 29 ] [ 30 ] |
| 2023 | Азер Сулейманли                 | Нармін Салманова  | [ 31 ] [ 32 ]        |
| 2024 | Нурлана Джафарова               | Айсель Теймурзаде | [ 33 ]               |

## Галерея

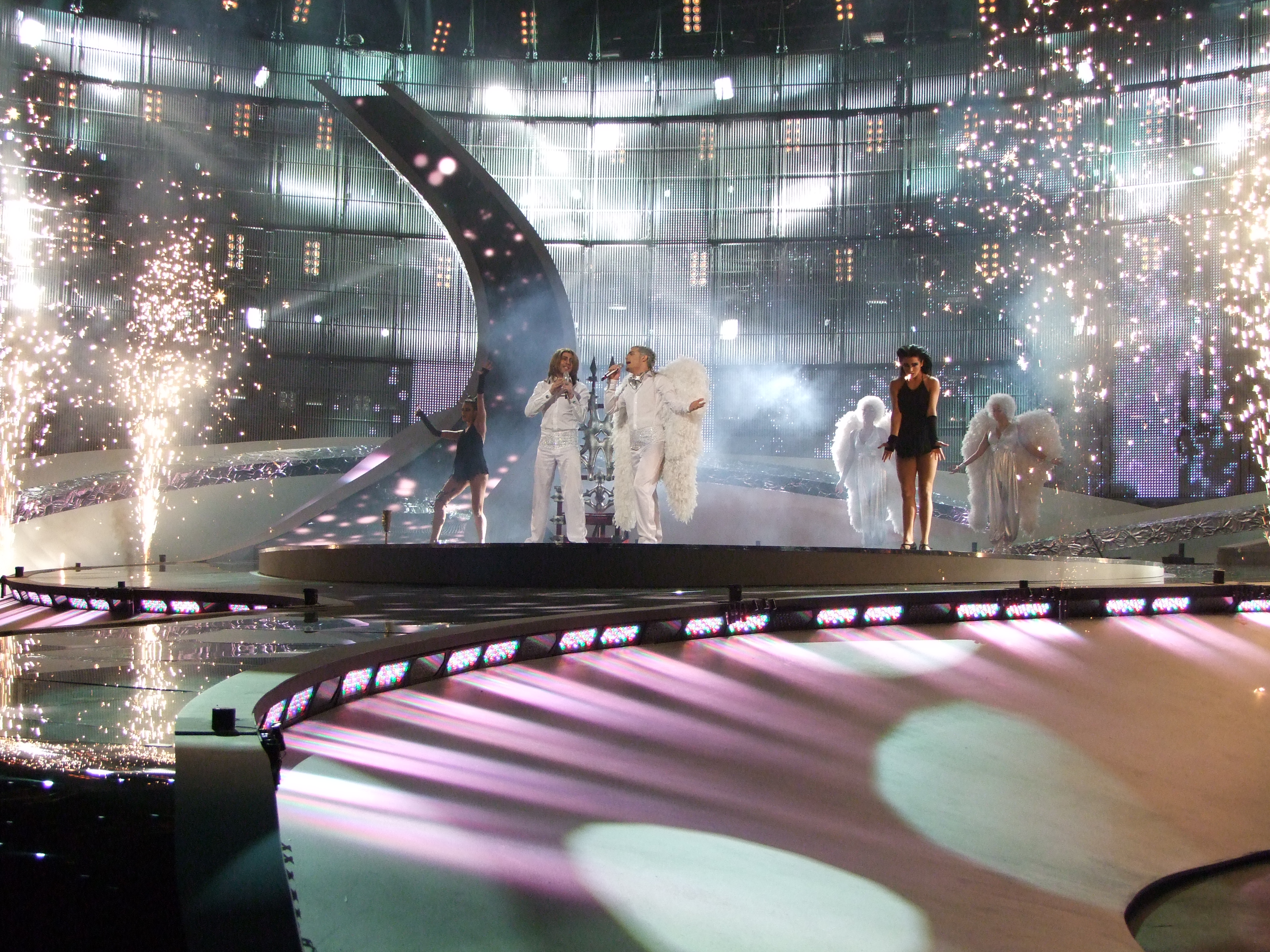
Ельнур та Самір у Белграді (2008)
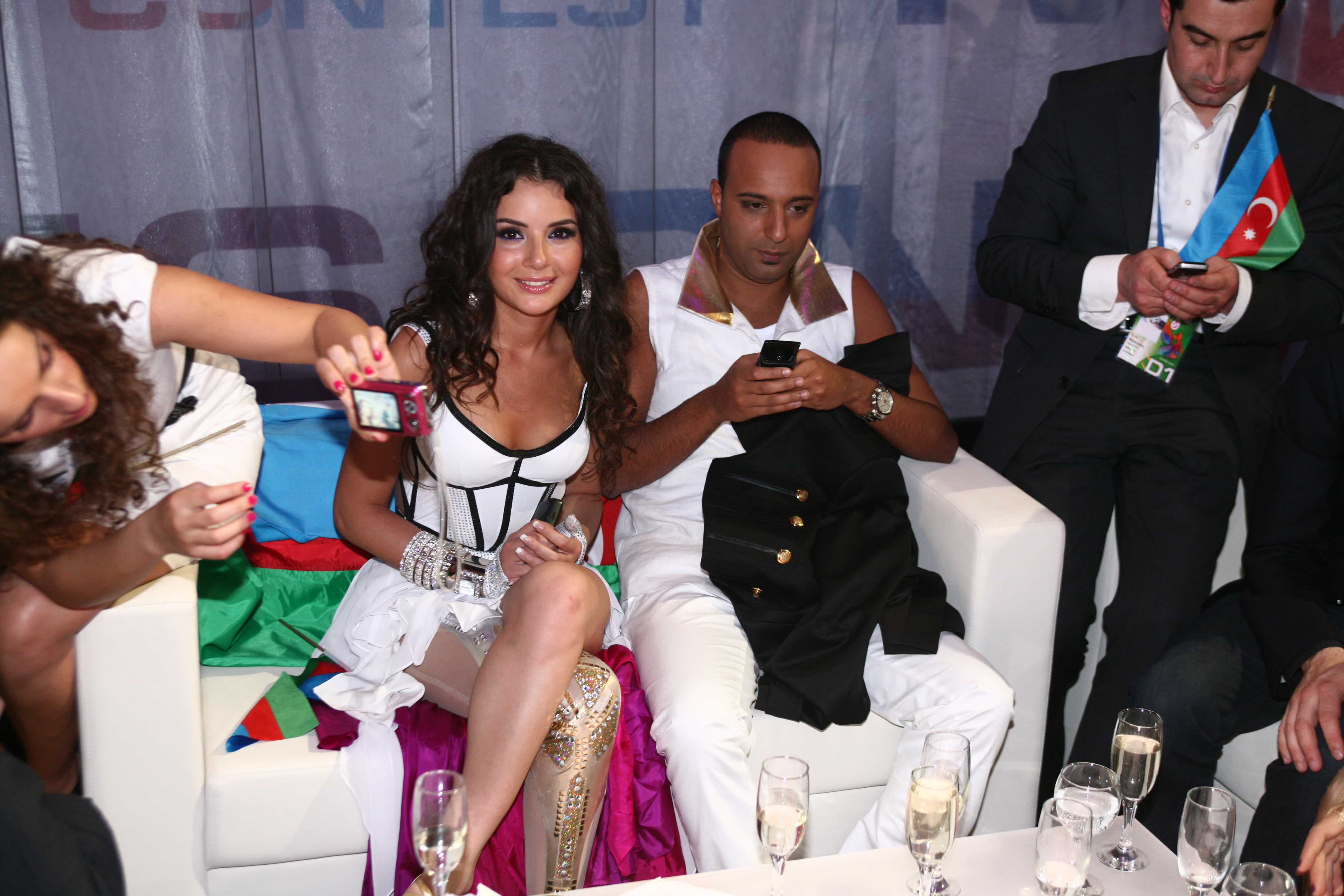
Айсель та Араш у Москві (2009)
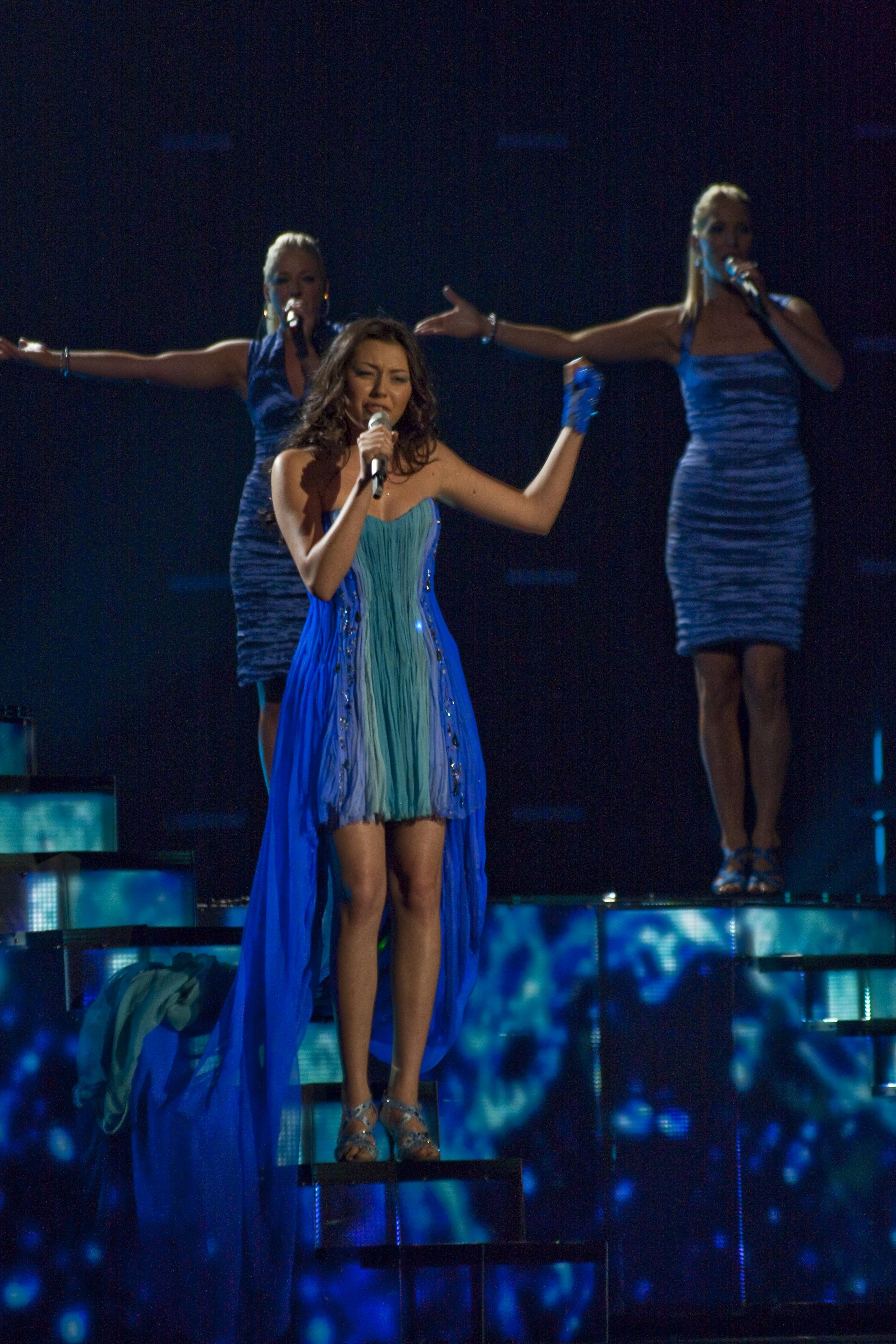
Сафура в Осло (2010)
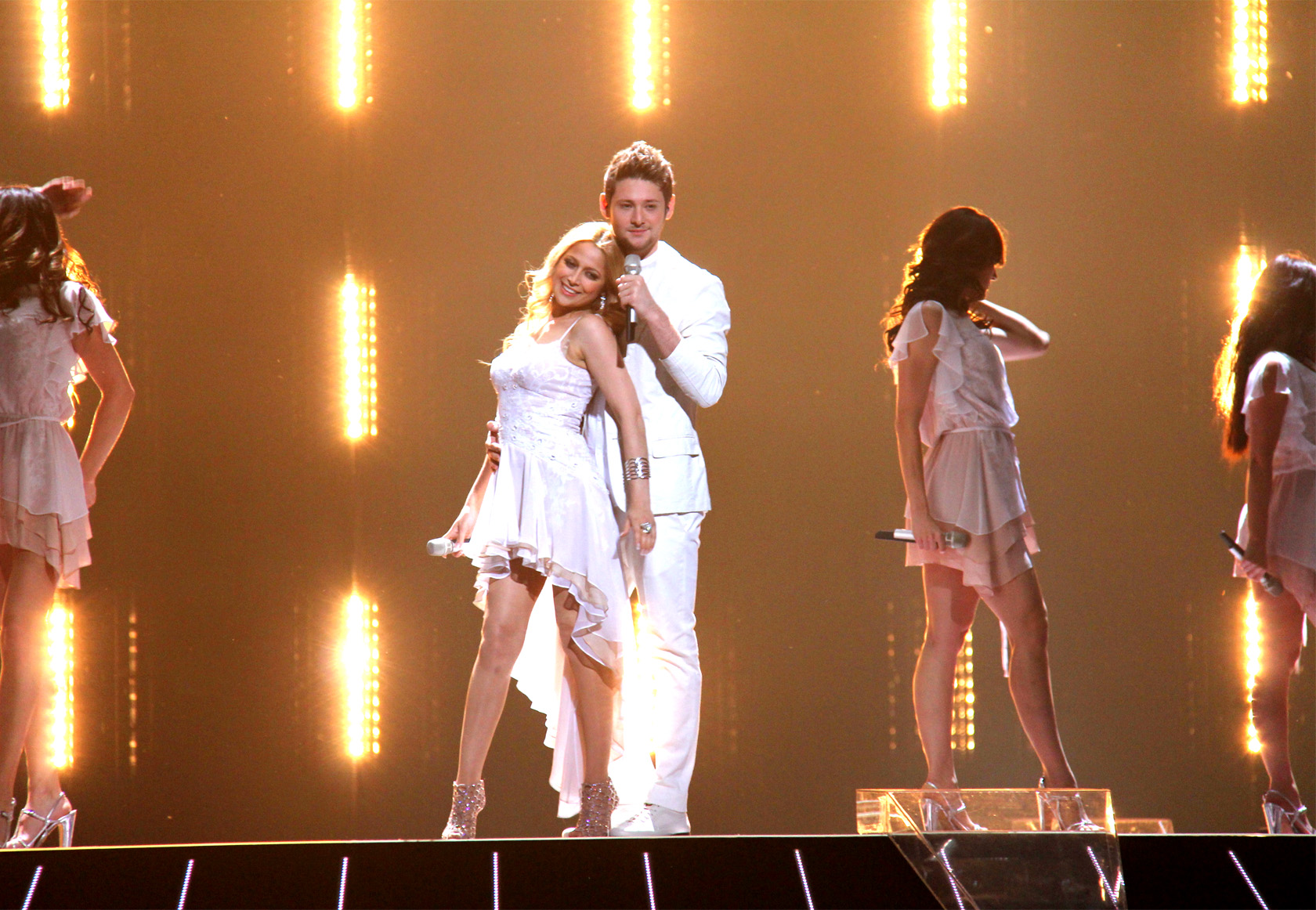
Ell & Nikki — переможці Євробачення 2011 у Дюссельдорфі
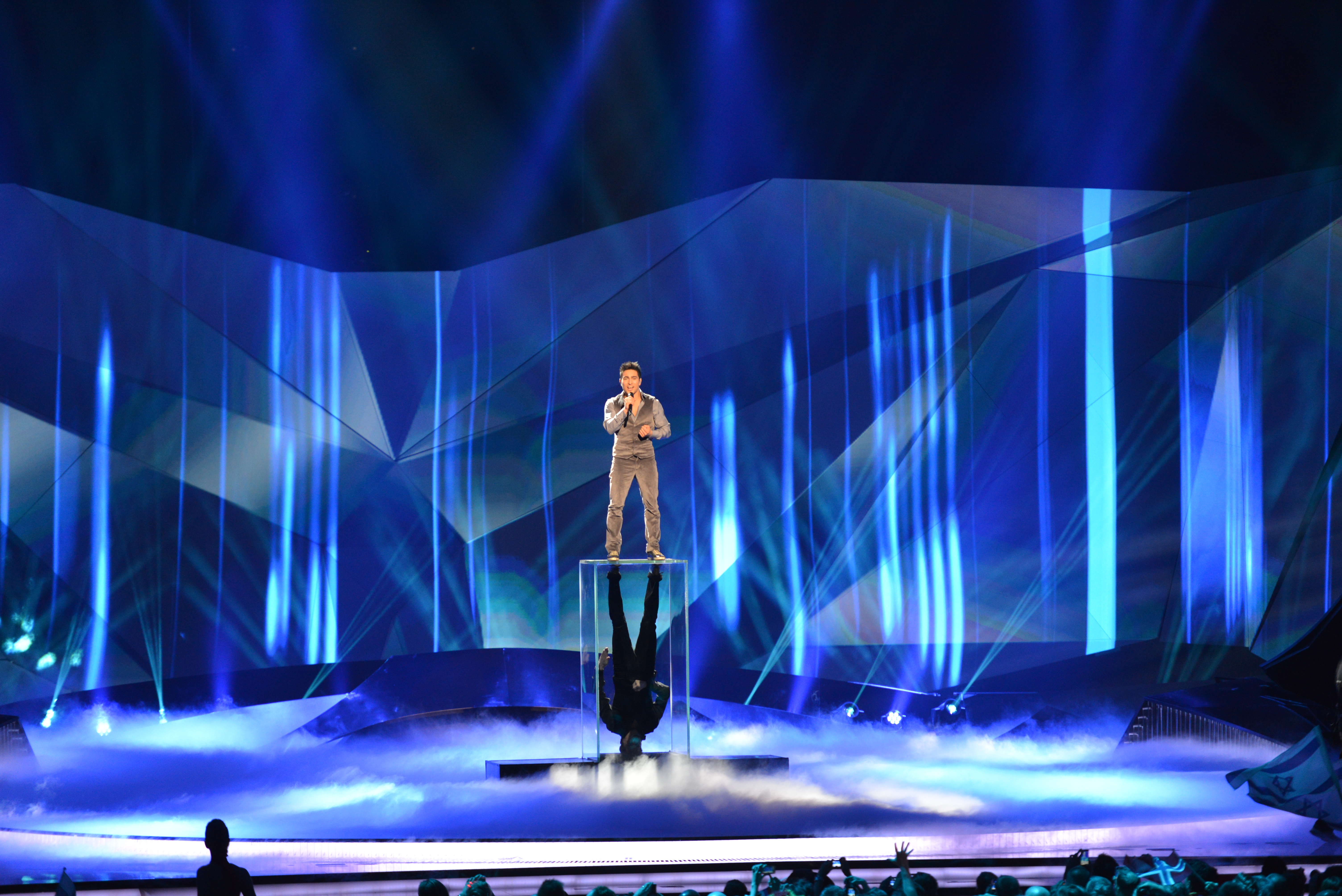
Фарид Мамедов в Мальме (2013)
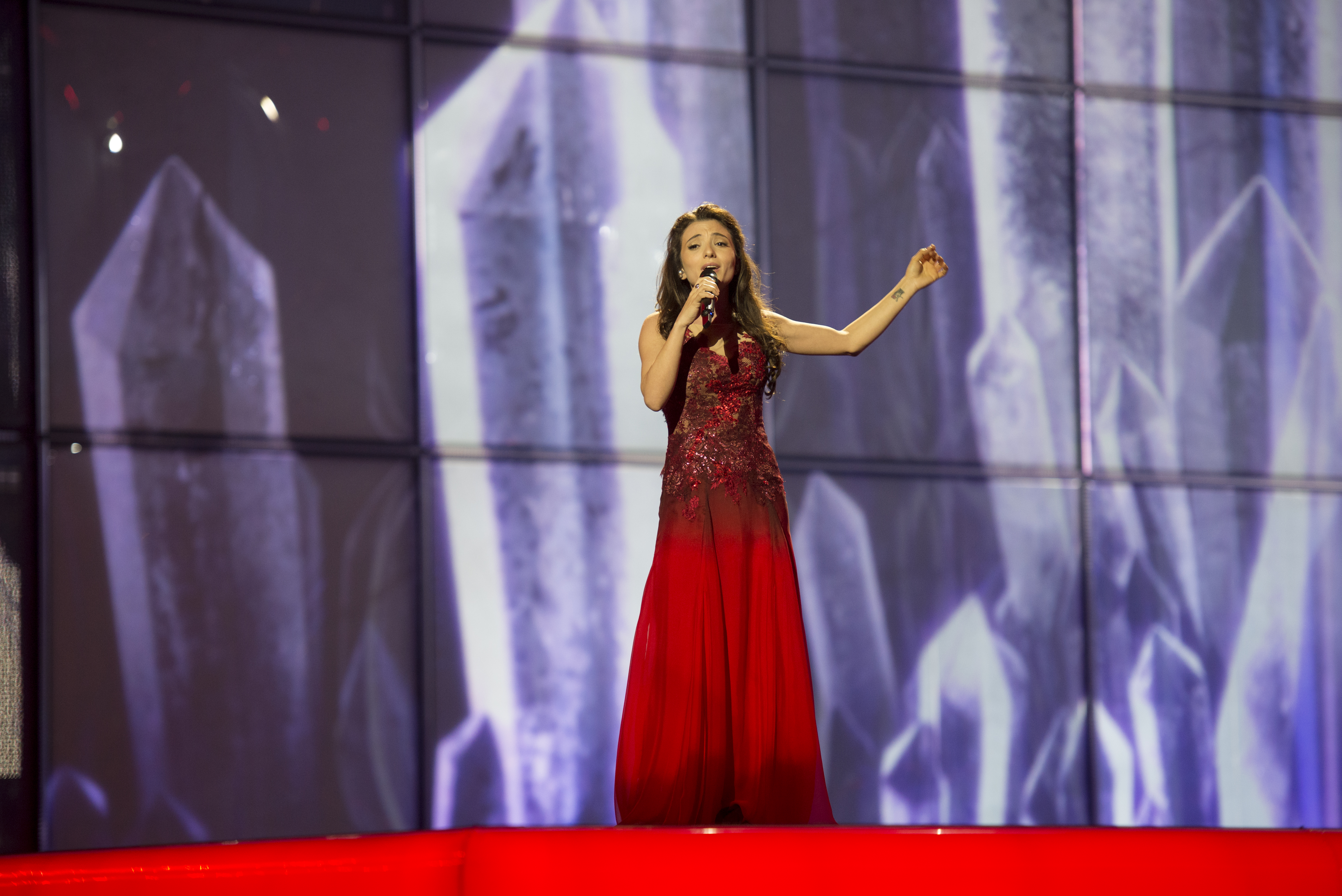
Діляра Казимова у Копенгагені (2014)
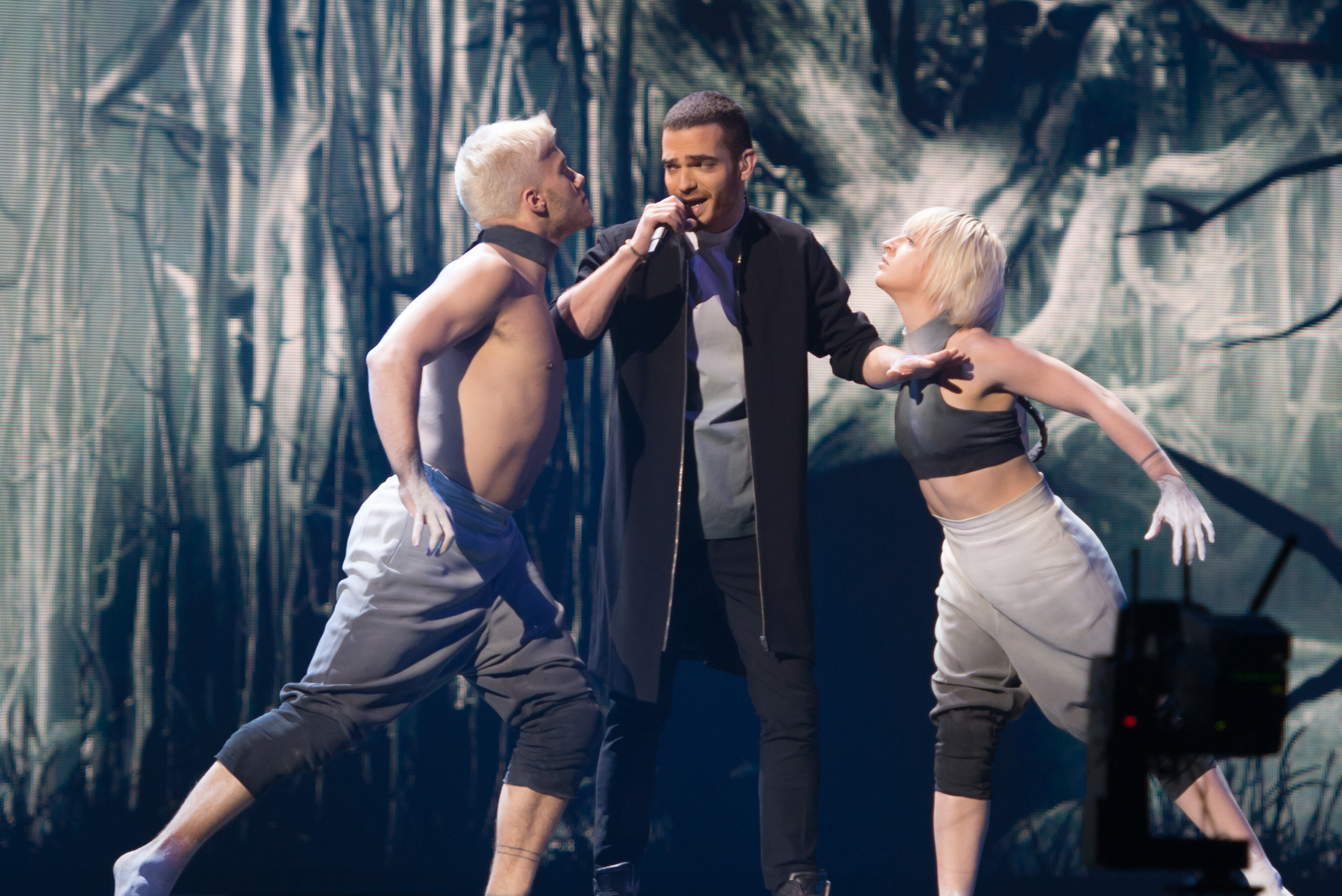
Ельнур Гусейнов у Відні (2015)
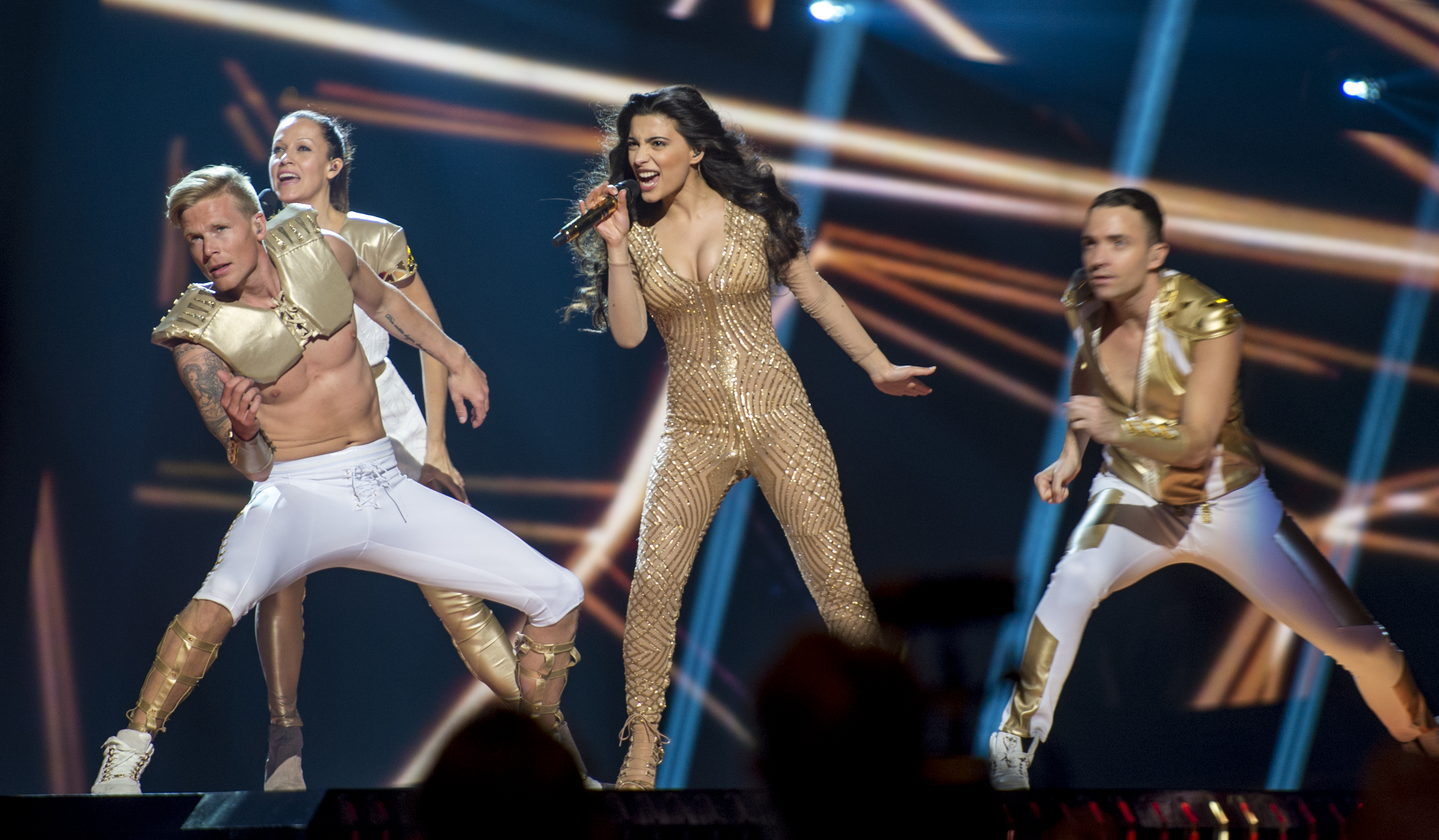
Сямра у Стокгольмі (2016)
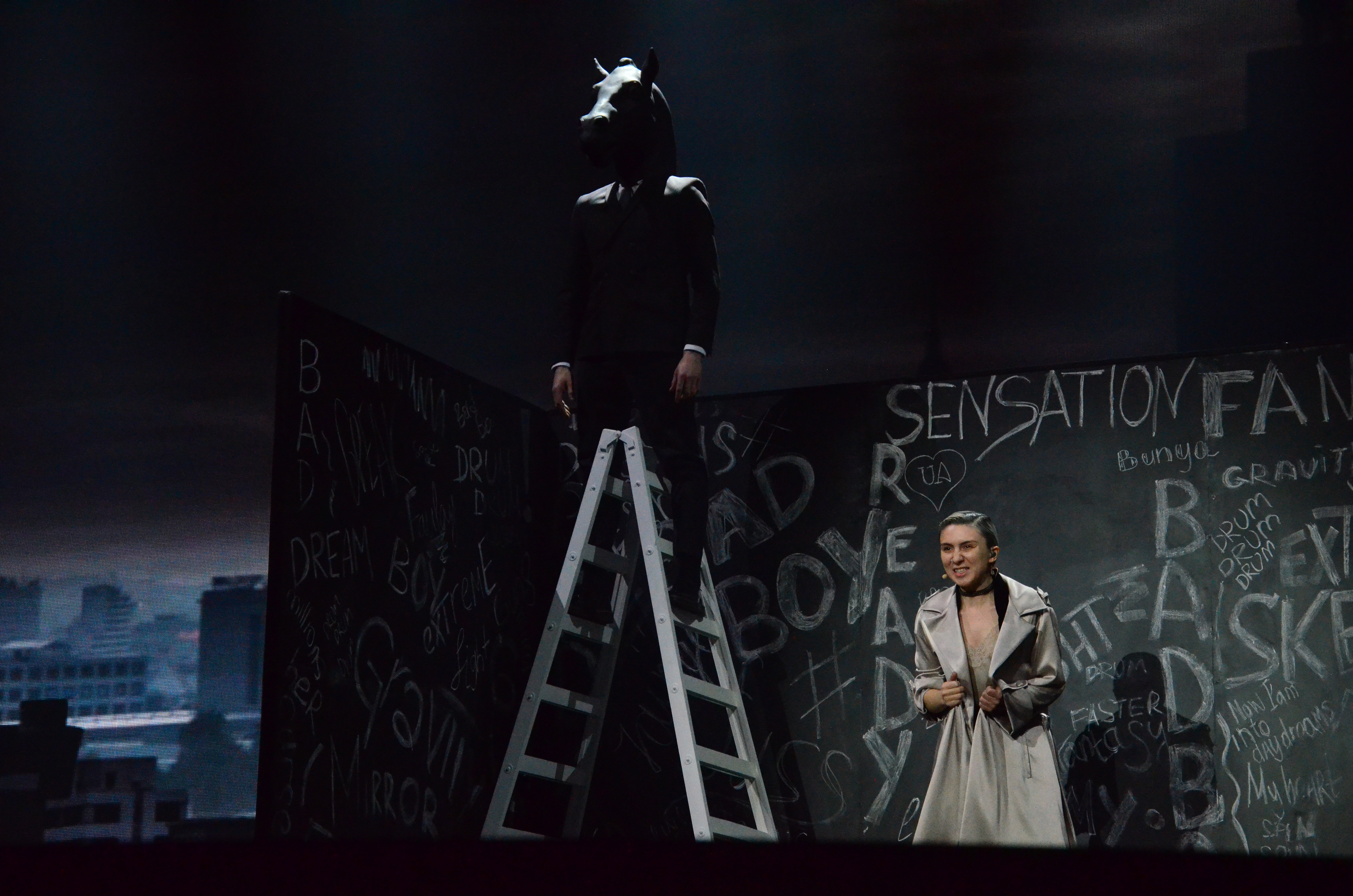
Dihaj у Києві (2017)
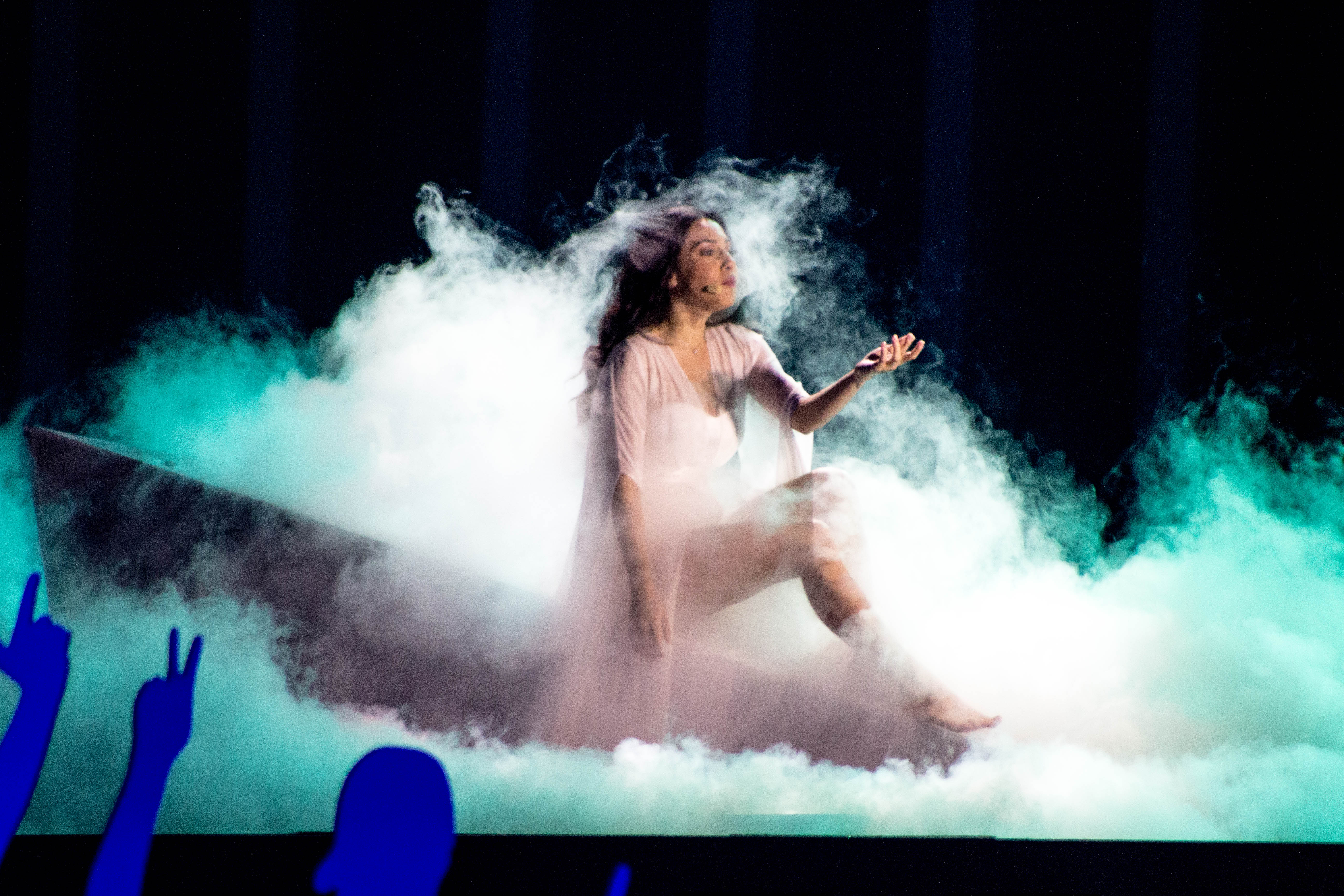
Айсель Мамедова у Лісабоні (2018)
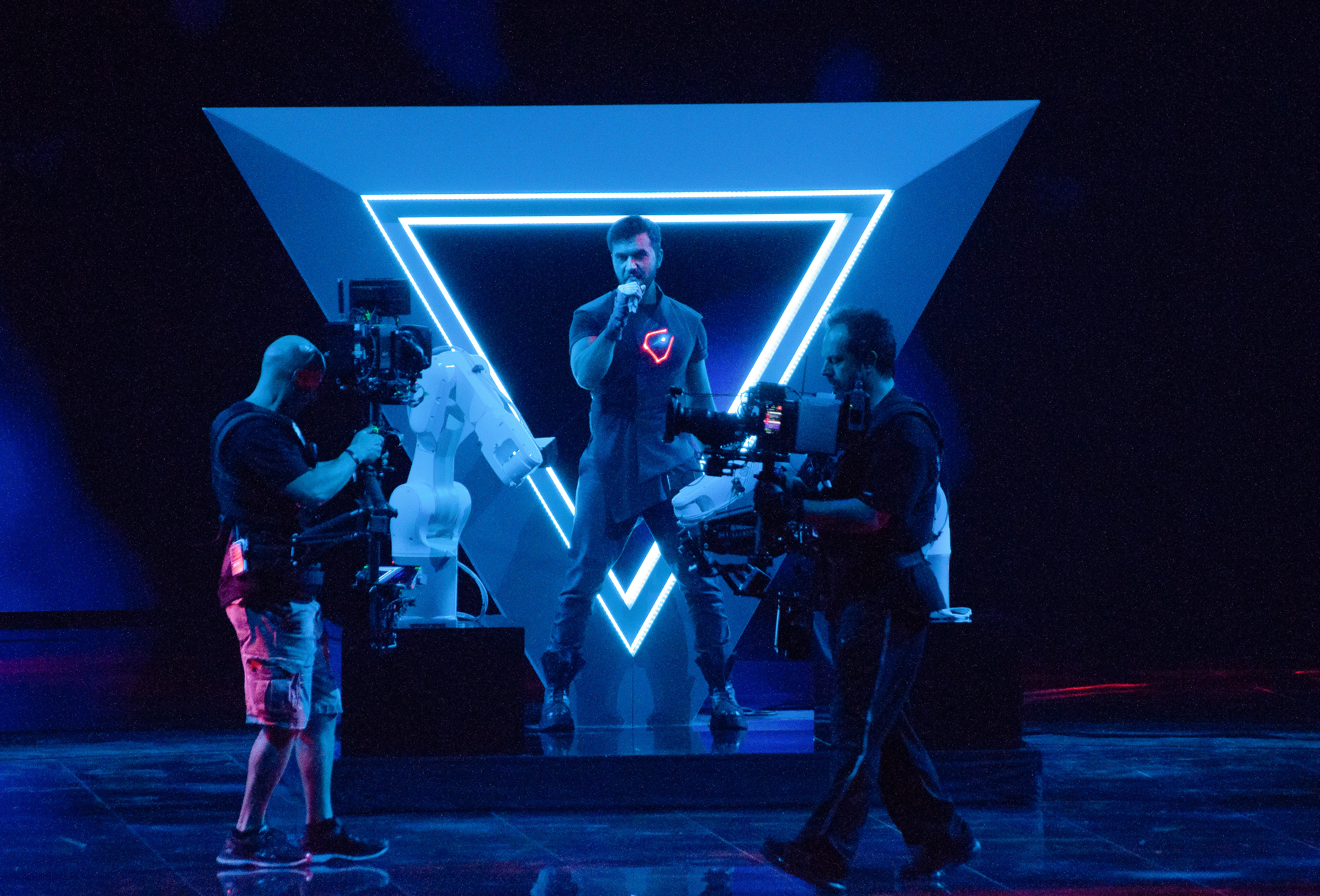
Чингіз Мустафаєв у Тель-Авіві (2019)
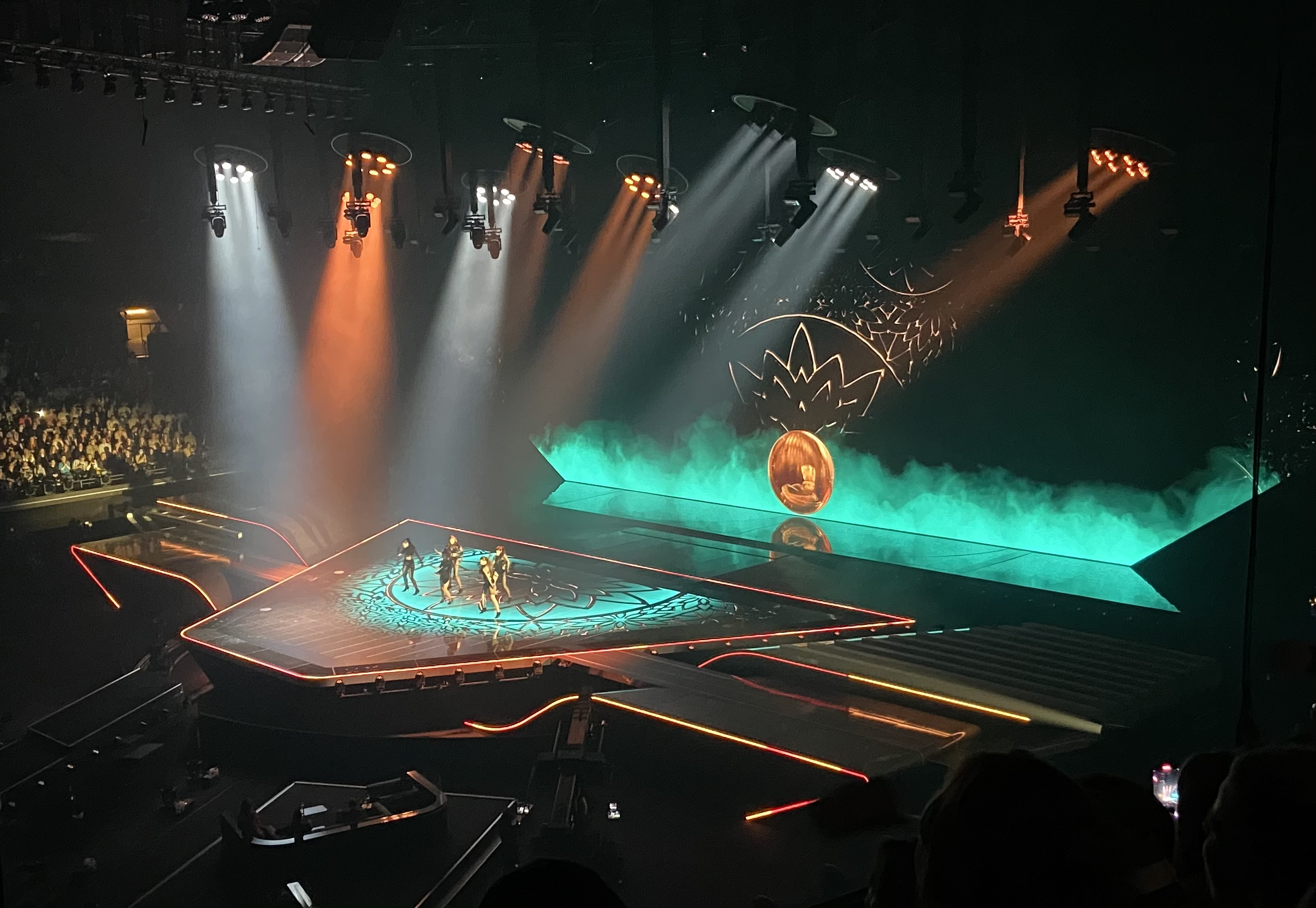
Ефенді у Роттердамі (2021)
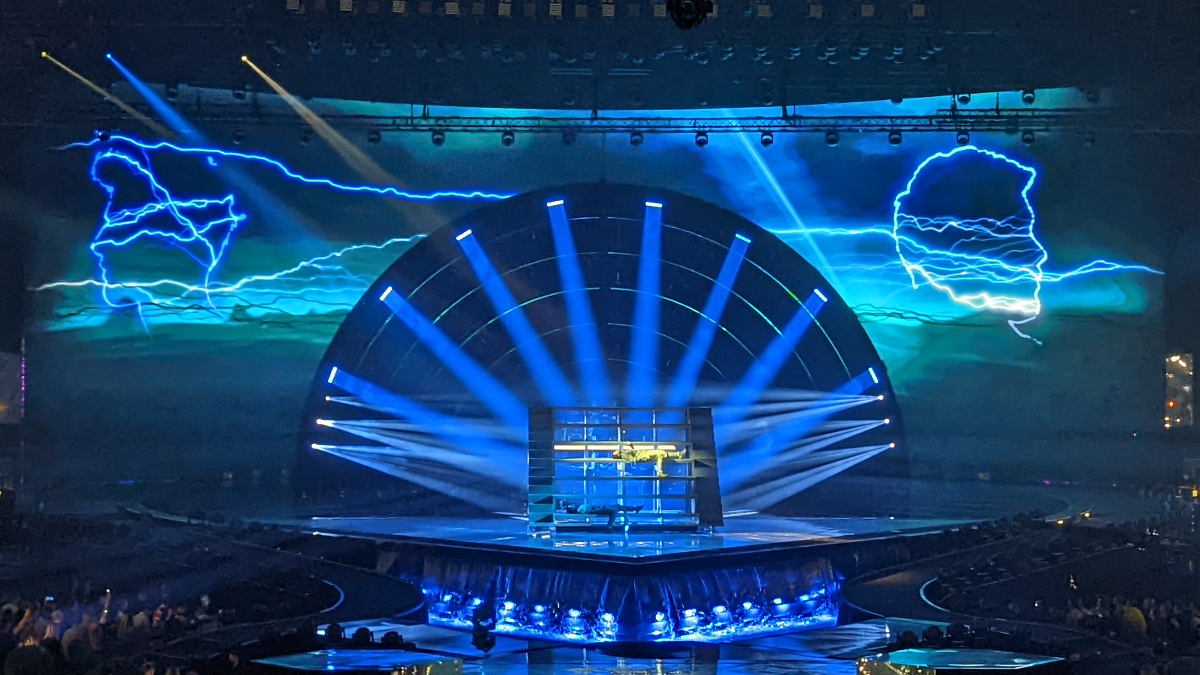
Надір Рустемлі у Турині (2022)
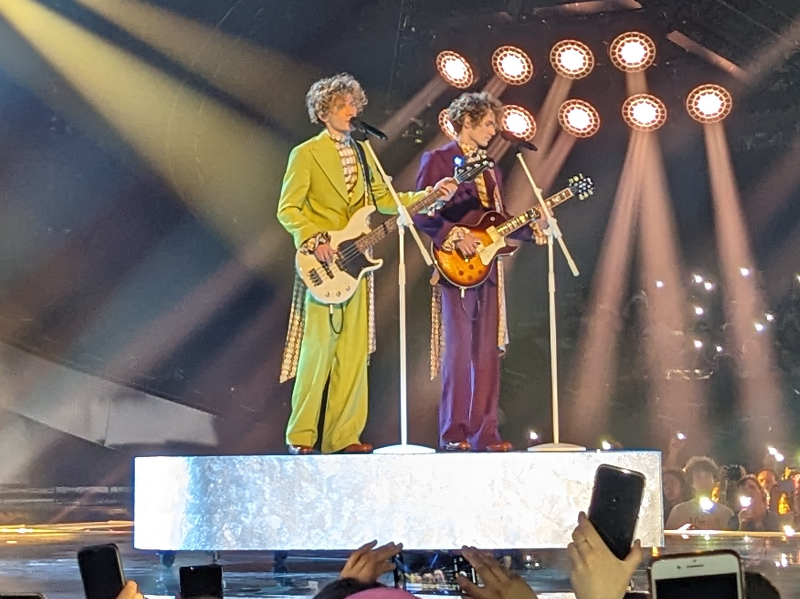
TuralTuranX у Ліверпулі (2023)
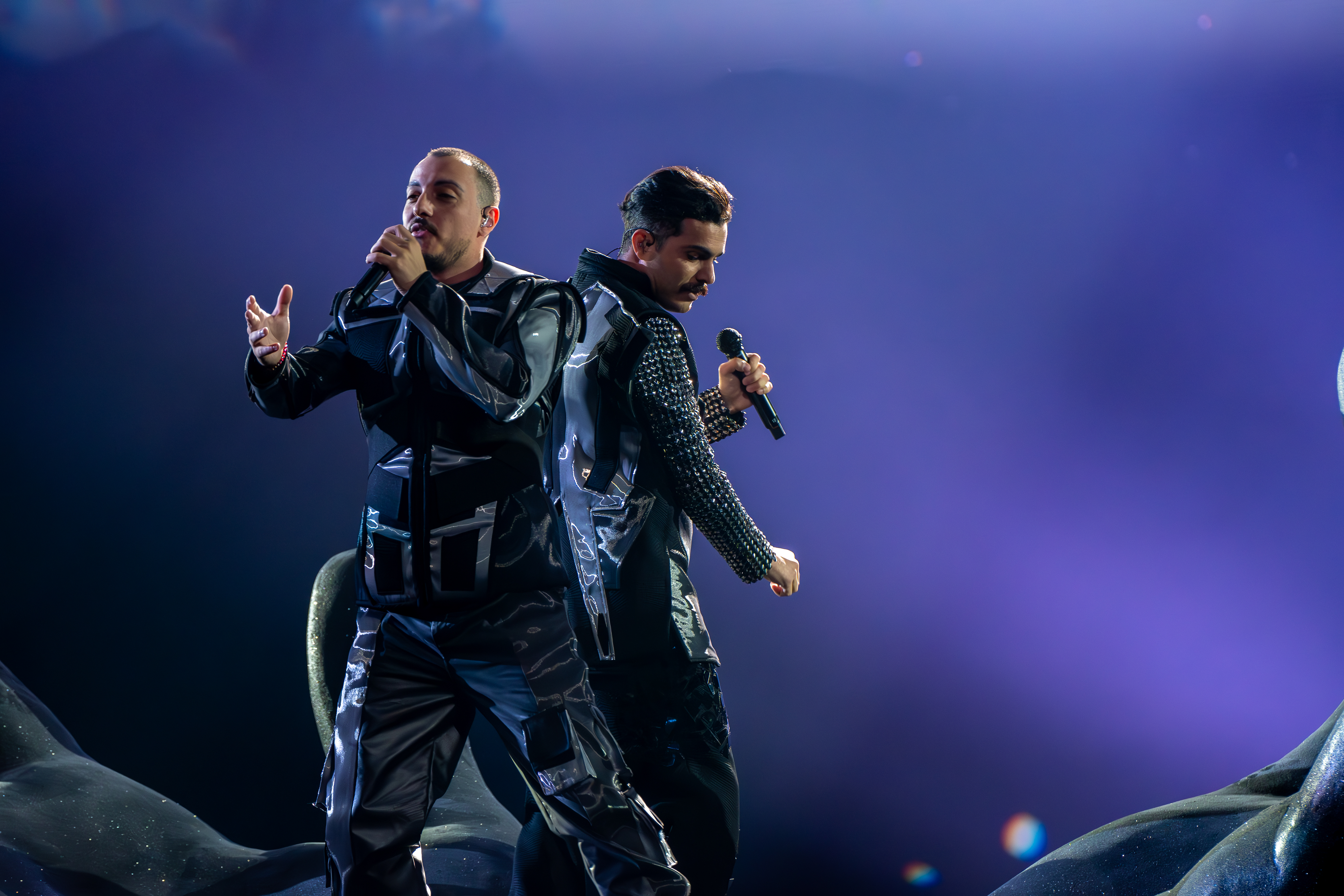
Fahree та Ількін Довлатов в Мальме (2024)

## Статистика голосувань (2008–2025)
| №  | Дано      | Дано | Отримано  | Отримано |
| №  | Країни    | Бали | Країни    | Бали     |
| -- | --------- | ---- | --------- | -------- |
| 1  | Україна   | 158  | Росія     | 124      |
| 2  | Росія     | 121  | Грузія    | 119      |
| 3  | Ізраїль   | 89   | Молдова   | 103      |
| 4  | Італія    | 75   | Україна   | 99       |
| 5  | Швеція    | 63   | Мальта    | 75       |
| 6  | Молдова   | 61   | Білорусь  | 71       |
| 7  | Греція    | 55   | Греція    | 67       |
| 8  | Грузія    | 55   | Кіпр      | 61       |
| 9  | Мальта    | 53   | Литва     | 61       |
| 10 | Туреччина | 48   | Туреччина | 60       |

## Цікаві факти
- Азербайджан — остання країна на Кавказі, яка дебютувала на Пісенному конкурсі «Євробачення», і перша, яка здобула перемогу.

## Нотатки
1. ↑  Містить японську мантру «Namu Myōhō Renge Kyō»
2. ↑  Містить один повторюваний розспів азербайджанською мовою
3. ↑  Результати мала оголосити Нармін Салманова, але через нібито технічні проблеми, результати оголосив виконавчий супервайзер конкурсу Мартін Естердаль.